# 雙線䲗屬
雙線䲗屬（學名：Diplogrammus）為䲗科下的一個屬。

## 物種
本屬目前辨認出七個種：
- 葛羅姆雙線䲗（D. goramensis）
- 格氏雙線䲗（D. gruveli）
- 鋸棘雙線䲗（D. infulatus）
- 圓雙線䲗（D. pauciradiatus）
- 侏儒雙線䲗（D. pygmaeus）
- 蘭氏雙線䲗（D. randalli）
- 暗帶雙線䲗（D. xenicus）

## 文獻
1. ↑  Froese, R. & Pauly, D. (eds.) (2014). Species of Diplogrammus. FishBase. Version 2014-06.